# Genyornis
A Genyornis a madarak (Aves) osztályának lúdalakúak (Anseriformes) rendjébe, ezen belül a fosszilis Dromornithidae családjába tartozó nem, melynek egyetlen ismert faja a Genyornis newtoni.

## Tudnivalók
A Genyornis Ausztrália nagy testű röpképtelen madara volt, amely 1 600 000–40 000 év között élt. Ebben az időben, Ausztráliában sok faj kipusztult; ekkor érkeztek a kontinensre az első emberek.
Még nem tudni biztosan, hogy a Dromornithidae-fajok ragadozók voltak-e. A hatalmas, erőteljes csőrök arra utalnak, hogy e madarak egyformán ragadozók és a dögevők voltak, épp úgy, mint a mai hiénák. A legközelebbi rokonaik a récefélék.
Egy tudományos kísérlet során több mint 700 Genyornis tojáshéjnak a korát vizsgálták meg. Ebből kiderült, hogy a Genyornis elég rövid idő alatt tűnt el a Föld felszínéről. Ez az idő túl rövid ahhoz, hogy az éghajlat változásnak tulajdonítsák. Sok kutató szerint az ausztrál állatok tömeges kihalása egybeesik az első emberek megérkezésével.
A Genyornis 2 méter magas volt. E faj volt családjának az utolsó képviselője. A madár egyaránt megélt az erdőkben és a füves helyeken. Hogy elősegítse emésztését, a Genyornis köveket nyelt.
Néhány ókori emberi település feltárásakor Genyornis-csontokat is találnak, ami arra utal, hogy az első emberek táplálkoztak e madárral.

## Lelőhelyek
Genyornis csontvázakat találtak Callabonna tónál és a Naracoorte barlangban, ez a két lelőhely Dél-Ausztrália területén van. Wellington barlangban és Cuddie Sprins-nél csontvázakat is, de tojáshéjakat is találtak. A két utolsó lelőhely Új-Dél-Walesben van.